# 中华民族
中華民族，是在中國的重要民族主義與政治概念，1902年由梁啟超首次提出。中華民國《教育部國語辭典》解釋：中華民族是構成中華民國各民族的總稱。中華人民共和國《新華字典》解釋：中華民族是中國各民族的總稱。
晚清時期，面對列強的威脅，中國知識分子出現「亡國滅種」的危機感，其中一部分人將中國的危機歸咎於中國內部「異族」的統治，不滿清廷的民族壓迫和民族岐視政策。這種認知在20世紀初發展成為漢民族主義 ，形成主張「驅除韃虜，恢復中華」的「革命黨」，而維新派則警告革命派的「排滿」種族革命主張可能導致國家分裂和列強干預的危險。另外，清末留日滿族和蒙古族人士及清朝官員在「國民」觀念的啟示下，對於中國族群關係「從多元到一體」的認知，影響了中華民國建立後的族群思想與族群政治。中日甲午戰爭後，清朝出现了最为严重的民族矛盾，由孫中山為代表的革命派紛紛參與革命，日益威脅著清廷統治。為了度過自身低潮的統治時期，清朝統治者與以維新派為代表的漢族士大夫之間，取得了透過「變法維新」將君主專制轉化為君主立憲的共識，「五族共和」族群論述被晚清政府接納並且成為朝廷的官方族群政策，將自身定位為合「五族」、「五地」為一體的「中央」政府。與維新派相對立的是頑固派，兩者的實質都是為了維護清朝的統治。辛亥革命後，主張種族革命的革命派放棄種族復仇主義的主張，接受新成立的中華民族民族國家的立國理論基礎——「中華民族」觀念和「五族共和」政策。中華民國成立後，五族共和與民族融合的口號廣為流傳，更隨著諸多學者的提倡而廣為人知。在中華人民共和國，根據《中華人民共和國憲法》，為居住在中國的56個民族，包括漢族和55個少數民族，共同組成，可以延伸包括中國境外的華人或未必有中國國籍的海外華人，故中華民族並不是單純基于种族、族群、公民的人群分類概念（有观点认为这一概念基于文化）。
關於中華民族的概念變遷，歷史學及人類學理論有費孝通的「多元一體」論及許倬雲的我者與他者的轉化及混合。以中華民族將中國建立為民族國家的思想，稱為中華民族主義或中国民族主义。

## 詞源與概念之形成
清末立憲運動期間，留學日本的滿蒙旗人和滿洲官員對梁啟超、楊度等人的主張作出正面回應。1907年，恒鈞、烏澤聲等留日滿蒙旗人在東京創辦《大同報》，後來又在北京創辦《北京大同日報》，提倡「滿漢人民平等，統合滿、漢、蒙、回、藏為一大國民」。結合民族與立憲政治議題，認定滿漢問題之所以出現，歸根結底是君主專制獨裁造成的惡果，因此必須改革政治，實行君主立憲政體，開設國會。在這樣的認知下，留日旗人在其他場合更多次逕稱「我漢、滿、蒙、回、藏四萬萬同胞」。留日滿蒙人士在「國民」觀念的啟示下，對於中國族群關係「從多元到一體」的認知，深刻影響了民國建立後的族群思想與族群政治。清朝統治者與以維新派為代表的漢族士大夫之間，取得了透過「變法維新」將王朝轉化為近代國民國家的共識。立憲運動的「五族共和」族群論述，被晚清政府接納，成為朝廷的官方族群政策。 到了20世紀初，清廷開始將自身定位為合「五族」、「五地」為一體的「中央」政府。清朝君主在遜位詔書中表示「仍合滿、漢、蒙、回、藏五族完全領土，為一大中華民國」。
革命先驅孫中山支持中華民族這一概念，曾在演講中說：「有人說，清室推翻以後，民族主義可以不要。這話實在錯了。…現在說五族共和，我們國內何止五族呢？我的意思，應該把我們中國所有各民族融化成一個中華民族。…並且要把中華民族造成很文明的民族，然後民族主義乃為完了。
新清史學派學者、哈佛大學漢學家及亞洲歷史教授歐立德表示，清朝在疆域方面將地理上屬於內陸亞洲的許多地區，都編入帝國的版圖，而為1912年以後的中國政權所繼承；滿洲人更將漢人傳統以長城劃分的內、外統為一體，使「中國」的概念得以重新定義。在多民族性方面，滿洲統治者標榜的「滿漢一體」或「五族一體」說，也為後來的中國政權所採用；在清朝的統治下，促使由各個不同民族所組成的「中華民族」一詞，可以與「曾經過去是清朝疆域內的人們」同義。

### 「中華」詞源
「中華」一詞出現甚早，源自於中國古代華夏民族起源於黃河流域一帶，居四方之中，文化、科技發達；歷史悠久，因此稱該地為中華，此區後來被稱為中原。 在《資治通鑑》記載的唐太宗說：「自古皆貴中華賤夷狄，朕獨愛之如一，故其種落皆依朕如父母。」「中國百姓，實天下之根本，四夷之人，乃同枝葉，擾其根本以厚枝葉，而求久安，未之有也。初不納魏徵言，遂覺勞費日甚，幾失久安之道。」

### 「民族」詞源
民族一詞可以表達多種近似而不同的概念。詞彙本身歧義較多，概念和用法受到政治的較大影響，這些義項之間容易相互混淆。在不同的學科中，對於民族的範疇與用法也有許多歧異。

### 「中華民族」詞源
「中華民族」一詞由近代的梁啟超首先提出，同時期後續有楊度和章太炎等諸多學者的闡釋與政府認可。梁啟超所提出意指華夏族、漢民族、炎黃遺族等。1902年梁啟超在《中國學術思想變遷之大勢》指出：「上古時代，我中華民族之有海思想者厥惟齊。故於其間產出兩種觀念焉：一曰國家觀，二曰世界觀。」1905年梁啟超在〈歷史上中國民族之觀察〉一文中，使用了「中華民族」七次（簡稱為「華族」），並表示：「今之中華民族，即普遍俗稱所謂漢族者」，它是「我中國主族，即所謂炎黃遺族」，但梁啟超在具體使用“中華民族”一詞時卻比較混亂，有時指漢族，有時又指中國的所有民族，認為「中華民族自始本非一族，實由多民族混合而成」。

## 概念

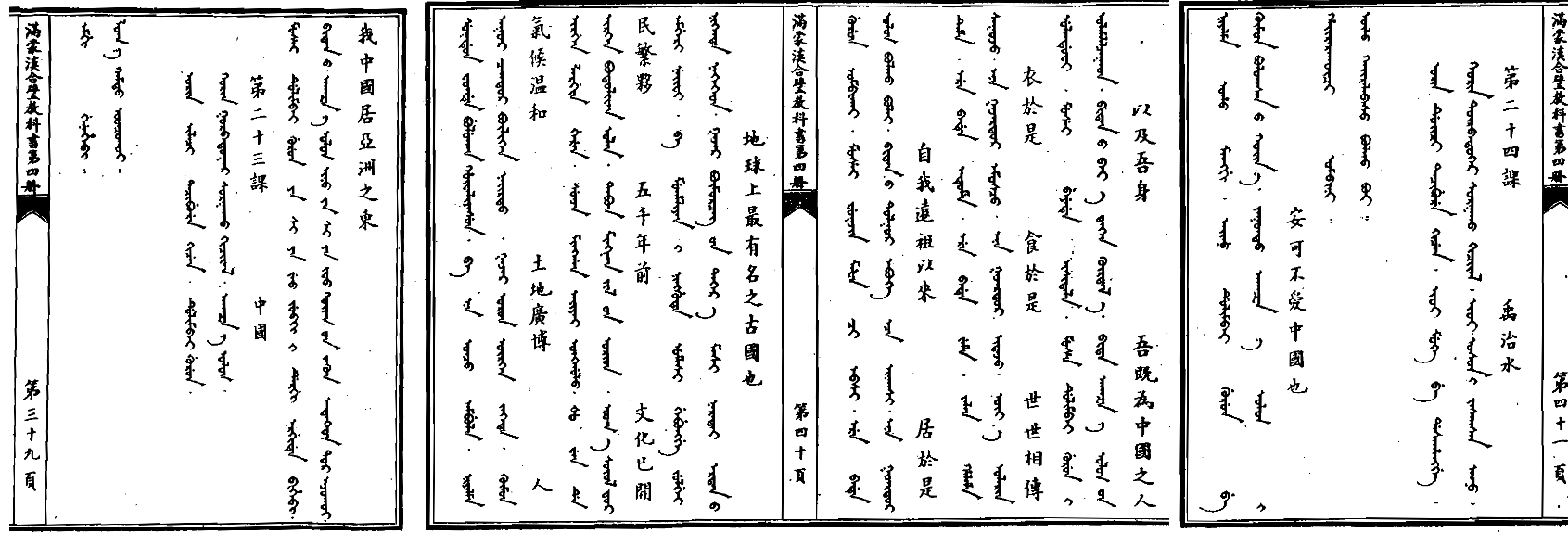
清末的滿漢蒙三語教科書——《滿蒙漢合璧教科書》的〈中國〉部分

### 族群內涵
一般中文語境下，中華民族一詞的使用常泛指大中華地區境內的公民及海外華人。
在行政及法律上，中華民族的族群內涵至今無明確的現代公民、血緣種族的統一識別標準，而中華民族、大中華地區等概念包含的內容之差異，可以從此詞的當代官方界定到和歷史演變（自晚清到現代）來說明。

#### 國族意涵及體制化
中國學者費孝通在《中華民族的多元一體格局》中認為：「中華民族作為一個自覺的民族實體，是近百年來中國和西方列強對抗中出現的。」換言之，中華民族並非傳統中國裡的民族，而是中國建立了現代主權國家後，經由「民族自覺」所出现的國族團體。他還認為，在過去的三千年中，黃河中游出現了一個由若干民族集團彙集和逐步融合的核心，被稱為華夏，像滾雪球一般地越滾越大，把周圍的異族吸收進入了這個核心。他擁有黃河和長江中下游的東亞平原之後，被其他民族稱為漢族。漢族繼續不斷吸收其他民族的成分而日益壯大，而且滲入其他民族的聚居區，構成起著凝聚和聯繫關係作用的網絡，奠定了以這個疆域內許多民族聯合成的不可分割的統一體的基礎，成為一個自在的民族實體，經過民族自覺而成為中華民族。史式认为中華民族是用來指代由古至今主體曾經在中國，在現代可理解為大中華地區，長期居留且有較深層次的相互交流、融合甚至同化的一批族群的統稱。
若以公民身份國族定義中华民族，則該詞包含由中華民國憲法或中華人民共和國憲法中所有國境內的各民族，為中國人的國族。亦有學者認為「中華民族」作為中國民族國家的稱謂，乃為現代意義上的民族、國族、與國家三種認同的合為一體。例如芮逸夫曾詮釋孫中山之說，將中華國族、中華民族和中華國家三個稱謂，說是「三位一體」。
學者吳國光認為，在中華民族主義思潮底下，中華民族被簡約只有為漢民族，因此中華民族主義實為漢民族主義。

#### 民族文化的分歧或融合

##### 中華民國
中華民國強調其中華文化正統，並包含自行發展的中國傳統文化與多元文化影響下形成的多民族文化總合。中華文化復興運動則是一個例子，由蔣中正發起以對抗毛澤東發起的文化大革命。

中山裝為中華民國成立後為中華民族統一服飾

1949年後中華民國政權遷移至台灣，台灣很大程度上繼承了原有的中華文化，保護中華文化免於受文革破壞，於1966年發起中華文化復興運動與中國共產黨的文化大革命運動分庭抗禮，主要以倫理道德與儒家思想之精華來宏揚中華文化。

##### 中華人民共和國
中華人民共和國近年來開始大力推動中華文化走向世界。其民族政策將中華文化定義為境內56民族文化總匯，主張中國是統一的多民族國家，治下各民族都有發展自己民族語言文字的自由。中國境內至少有30種以上民族文字，包含漢字與民族文字滿文、藏文等，皆並為中華文化的遺產寶庫。

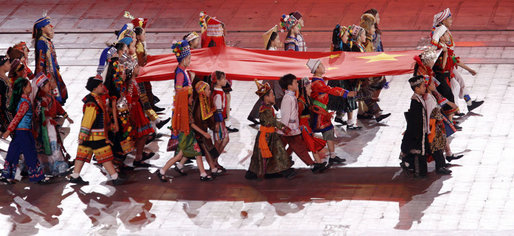
2008年夏季奧林匹克運動會開幕式中身穿中國56个民族服裝的兒童

##### 形成觀念
史學家黃興濤認為，中華民族作為中國人整體的身份認同標誌，在中華民族觀念上，國民黨與共產黨之間雖存有分歧，但在「九一八事變」與「抗戰爆發」之後，當時社會皆廣泛使用和認同中華民族這一整體性稱謂，爭戰雙方又完全一致在這凝聚符號一點上有共通性。他認為這表明了中國各族人民共同的命運和目標，以便與共同的民族敵人戰鬥到底。尤其是國共合作宣言等一系列震動全國、激動人心的政治文件中有關中華民族概念的共同使用和民族整體性的強調，對於現代中華民族觀念認同所產生重大影響。亦可看出在抗日之前的內戰，正是在「中華民族」這面旗幟下停止內戰而再度合作了起來，並被視為國家凝聚力和生命力的某種象徵，亦促進了現實的民族融合。《中共中央為國共關係問題致蔣介石電》描述：「中外人士皆認此為抗戰必勝、建國必成之主要根據；此不僅為兩黨同志之光榮，抑且顯示中華民族之偉大。因此，凡關心中華民族命運者，無不企盼國共兩黨之鞏固的與長期的合作。」

#### 中華民族、海外華人與雙重國籍
由於海外華人常擁有中國之外的國籍，因不同的國籍法則有不同的國籍及僑務政策，而為維護海外華僑華人對中華民族的認同感，有人主張採取允許雙重國籍的政策，如中華民國政府的作法。1956年東南亞華人的雙重國籍問題，使周恩來明確採取單一國籍的政策，以避免東南亞諸國對華僑華人政治忠誠度的疑慮。
中華民國僑務委員會僑委會曾宣示，「Overseas Chinese」是英文中的專有名詞，指「認同中華民族及其文化的人」，僑委會號召對中華民族與文化的認同，並期望華僑教育能保存中華民族文化優良傳統。

## 界定
中國未清楚以法律明定“中華民族”包括或排除的民族列表，行政上的「中國民族列表」是否等同於「中華民族」的民族學劃分和族裔政治認同是富含政治及文化分岐的議題。

### 清朝

#### 梁啟超
梁啟超為晚清君主立憲的改革派人士代表，反對鼓吹推翻清朝建立共和的革命黨政治主張，主張將清朝疆域境內各民族視為一個整體來拯救的「國族主義」。
梁啟超將革命黨政治主張描述成對立的「小民族主義」，認為「小民族主義」鼓吹漢族獨立建國，從清朝的統治中獨立復興單一民族。

#### 楊度
同為晚清著名立憲派代表的楊度，主張「漢」只是「劉家天子時代之朝號」，應採「中華」為「文化之族名」以反對「漢族」血統說。因此楊度也成為了中華民族一詞的早期使用者，但其強調以中國自古以來以「文化較高、人數較多」的歷史文化定義和梁啟超的政治文化定義有所不同。楊度提倡中華民族為中華文化之族名，將中國全體人民盡成為中華民族。
楊度在1907年發表〈金鐵主義說〉一文，對「中華民族」的含義做出進一步闡發。楊度超越民族的血統意識，認為「中華民族」與其說是一個種族融合體，不如看成是一個文化共同體。文化的一體性、凝聚性和不可分割性，造就了中華民族這個大家庭。
曾任独立中文笔会副会长的美籍華人余杰表示，楊度的解釋堵住了梁啟超的漏洞：如果從現代西方人類學、民族學的角度衡量，中華民族差不多是一個子虛烏有、無法成立的假說，連「想像的共同體」都算不上。楊度從文化角度來定義民族，打破了生物學和生理意義上的藩籬，創造出一個極具彈性的「文化疆域」。但楊度的解釋，又引发了美國學者白魯恂（Lucian Pye）的批評：「中國只是一個文化，卻偽裝成一個國家。」

#### 旗人主張
- 烏澤聲：「凡居於我中國之土地，為我中國之國民者，無論蒙、藏、回、苗，亦莫不然。我有同一之利害，即亦不可放棄救國之責任也」；
- 穆都哩：「蓋民族之成，國民之合，其絕大之原因，全由於外部之壓迫及利害之均等，而他種之原因，則一緣於居於同一之土地，一緣於相安於一政治之下。至於言語、風俗習慣，雖為成立民族及國民之要素，然有時不以此而亦能判定其為某國之國民。若專以風俗、言語等而定民族之異同，則英人與美人之問題，必難解決矣。雖然，中國之人民皆同民族而異種族之國民也，言語、風俗間有不同之點，有時而同化也。故同化者，亦造就新民族之一要素。以滿漢兩方面而言，則已混同而不可復分，推之及於蒙回藏，則其大多數雖未收同化之效，而其近於內地之人民，則其言語風俗已一於內地之人民。雖欲使其不同已不可得矣。再加之以經營，施之以教育，則數年以後可用者將不遑計。不然，委之於不顯，或奴隸視之，則三年之後，其地必非我有」。 [6]

### 中華民國

#### 章太炎
清末民初，革命黨人章太炎則以其特殊的宗教和民族主義來定義「中華民國」的新漢族道德價值，俾「建漢名以為族，而邦國之義斯在；建華名以為國，而種族之義亦在」，章太炎以中國之歷史文化與種族之特殊環境所界定之「中國性」（Chineseness）上，並非狹隘地建立在生物學之種族群體之概念，以佛教思想來詮釋斯賓塞之理論來進行種族革命（民族光復）。

#### 孫中山與中國國民黨
辛亥革命以後，孫中山提倡「五族共和說」：「今日中華民國成立，漢滿蒙回藏，五族合為一體」。之後孫中山在中華革命黨正式改組為中國國民黨以後，雖曾主張重提民族主義並揚棄五族的說法將中國境內所有民族融化為一個中華民族的「民族融合」的說法，並修改五族共和說法為要求藏蒙回滿等族人民盡皆一起漢化，與漢人一起自決為大民族國家1924年，孫中山的三民主義中表示，藏回蒙滿等外來民族人口乃是少數，而就大多數來說，中國人皆為漢人，完全是一個民族。孫中山於民族主義第六講中提到的「結成了國族團體」。
中華民族被孫中山使用在其政治主張中，其概念隨著時間的演變不斷擴大，並最終稱演變成了建立在文化認同基礎上的國族團體。中華民族概念的形成，即是中國現代民族主義的形成過程，從這個角度來看，是先有了中國民族主義，然後才有中華民族概念之形成。中國傳統的民族主義思想，主流上是以文化認同居於首位，但主權中國建立後，國家已是一個亟需建構的政治概念，也使得國家認同不得不被提升到所有認同之首位，因此，孫中山還是在中國傳統文化中找到了凝聚國家認同基礎，就是將血統種族認同包融於文化認同之中，在中國境內藉由文化認同先凝結成一中華民族，並以中華民族做為國家認同的基礎。
辛亥革命後，五族共和的思想擴大中華民族的涵義，進而清朝境內的其它民族，而漢族則為中華民族的基幹和主體，中華民國國旗也從十八星旗改為五色旗。五族共和的思想孫中山於三民主義中提倡將漢、滿、蒙、回、藏五族歸成一個中華民族，其根本意蘊是要以漢族爲主體融合同化中國境內其它少數民族，形成一個統一的中華民族。

#### 中華民國憲法的民族界定
孫中山之中華民族思想的三民主義最終於1946年，被「制憲國民大會」列入中華民國憲法第一條，規範了中華民國的憲政基礎，且中華民國憲法之第五條：「中華民國各民族一律平等。」與第七條：「中華民國人民，無分男女、宗教、種族、階級、黨派，在法律上一律平等」，更是彰顯了孫中山在其三民主義之民族主義思想。
中華民國各民族與族群、國民及少數民族的認定反映了時代變化，解嚴前以漢、滿、蒙、回、藏、西南邊疆民族的中華民族，到解嚴後以國家認同為主的方式來取代民族認同。

#### 中華民國對中華民族界定的觀點
中華民族目前在台灣為政治用語，如馬英九擔任中華民國總統期間，於民族掃墓節舉辦遙祭黃帝陵典禮儀式，內政部新聞稿以「中華民族遠祖黃帝」一詞來以形容黃帝「為我中華民族樹立民族觀念與國家形式，也為我國創造深厚文化，可說是我中華民族之始祖。」 
民主進步黨籍立法委員吳秉叡事後對行政院提出「應否廢止中樞祭黃帝陵典」的質詢。
蔡英文擔任中華民國總統期間的陸委會副主委兼發言人詹志宏認為，中華民族是一個陷阱，因為該論述將歷史、文化、地理等幾個不相干的東西摻雜混合一起，其實最後都要歸結到政治。
關於民族界定方面，中華民國政府的原住民與蒙藏相關內閣部會多位官員都曾公開表態該民族不是「中國人」或「炎黃子孫」，但並未直接提及與「中華民族」的關係。
行政院原住民族委員會在介紹台灣原住民族與世界南島語系民族的關係時即表明「台灣原住民族屬於南島語系，在人種上屬台灣南島語族人，台灣是南島語族分佈的最北端。」原住民委員會主委孫大川於2012年在立法院表态称他不认为自己是「炎黃子孫」，蒙藏委員會蒙事處長海中雄也表示他和蒙古民族英雄成吉思汗都不是「中國人」或「炎黃子孫」，而是「蒙古人」。

### 五族共和民族大同
中華民國建立以後，黃興、劉揆等革命黨成員於1912年3月19日創立了“中華民國民族大同會”，此會重要發起人亦包含了少數民族成員（如：滿族恆鈞等）。因為清朝末年的立憲運動的恆鈞等人從事「大同報」社活動。辛亥革命後，百廢待興，當時的孫中山於同年4月初批准該會立案，除了贊同之外，在民國初年政府財政極為拮据情況下還提撥經費支援。同時一些地方官員也發佈《化除種族見解之文告》與政策以配合政府實行大同主義。某些革命黨人士甚至主張禁止鼓吹排滿、有違五族共和宗旨的書籍可見當時促進各民族間平等共處的社會需求，當時諸多社會組織大為提倡以「五族共和」為目標，並以民族平等融和為宗旨。眾多組織中較為特別的是於1912年5月12日在北京成立由袁世凱下令組成的「五族國民合進會」，不僅是因為由最高首長授意，其成員也是真正由五大民族重要人士所組成，而且該會在《申報》上分析了血統、宗教和地域以論說來證實五族共同起源、共同祖先的歷史。

### 中華人民共和國
中華人民共和國前期的主要社會主義詞彙為「中國人民」和「各民族」，而自從毛澤東於1976過世後，「中華民族」一詞才漸漸地取代「中國人民」和「各民族」的說法。這從較中性的居住在中國的「人民」或社會主義革命的「群眾」轉換成較具種族性的「民族」反映了中華人民共和國變動的文化認同政治。
在法律上，中華人民共和國在憲法與民族政策目前仍主張中國民族為56個民族，並進行民族識別工作。中華人民共和國認定中華民族有56個民族。
然而在「單一中華民族」與「各民族」的相關民族政策上，關於相關的「中華民族的民族認同是一個學術理論熱點」。由國家民族事務委員會主管的中央級綜合性報紙《中國民族報》及相關的民族理論與政策的學術及文化討論，在2000年以來有要求在法律及政策上確立中華民族的「國族」地位。
學者胡鞍钢、胡联合与马戎推动了使用「第二代民族政策」取代「第一代民族政策」的訴求, 旨在「淡化族群意识和56个民族的观念，强化中华民族的身份意识和身份认同」，「效仿美国的民族大熔炉模式」，要求「政治上推行法律面前一律平等」，「平等的向每个民族推行计划生育基本国策」，「经济上促进民族之间的经济交流，推进各族公民混居杂居」及「文化上坚决坚持用社会主义思想对每个民族进行文化改造，强制推行普通话，防止宗教极端主义」。
BBC刊出一篇由政治學者劉軍寧所撰寫的文章，指現時中國的民族制度是根據當初列寧、斯大林的馬克思主義民族觀，但這種民族劃分的制度非旦沒有解決預期的問題，相反國內的民族問題反而呈現出加速惡化的態勢。他認為在各族群之間實行差別待遇。不僅造成了族群之間的鴻溝，而且還區分出多數民族與少數民族的差異、敵意與對立，並最終從摩擦走向衝突，兩邊不討好。認為應取消民族身份的劃分，建立國族的身分概念，實行人人平等，才是長治久安的基礎。

### 引用
1. ↑  . 中新网.   [2024-07-24]. （原始内容存档于2024-07-24）.
2. ↑  . 中新网.   [2024-07-24]. （原始内容存档于2024-04-06）.
3. ↑  中華民國教育部. . 重編國語辭典.   [2024-05-26]. （原始内容存档于2024-05-26）.
4. ↑  中國社會科學院. . 新華字典.   [2024-05-26]. （原始内容存档于2024-05-26）.
5. ↑  .   [2018-03-09]. （原始内容存档于2018-03-10）.
6. 1 2 3  吳啟訥. . 遠望雜誌. 2016-02-01, 329期: 44-47. （原始内容存档于2020-12-05）.
7. ↑  林家有,廣東文獻季刊《孫中山先生與中華民族復興》（中文）
8. ↑  Yongnian Zheng. . Cambridge University Press. 28 April 1999: 21–  [26 October 2012]. ISBN 978-0-521-64590-4.
9. ↑  Yongnian Zheng. . Cambridge University Press. 11 December 2003: 48–  [26 October 2012]. ISBN 978-0-521-53750-6.
10. ↑  吳天泰. . 五南圖書出版股份有限公司. 2006: 305–  [15 February 2013]. ISBN 978-957-11-4175-6. （原始内容存档于2014-09-22）.
11. ↑  . 红旗出版社. 1997  [15 February 2013]. （原始内容存档于2014-09-28）.
12. ↑  費孝通, 《中華民族多元一體格局》, 中央民族學院出版社, 1989
13. ↑  金沖及, 《中華民族是怎樣形成的》
14. ↑  許倬雲. . Chinese University Press. 2009  [26 October 2012]. ISBN 978-962-996-415-3. （原始内容存档于2013-12-31）.
15. ↑  . www.sunyat-sen.org.   [2022-04-15]. （原始内容存档于2022-04-20）.
16. ↑  歐立德《清代滿洲人的民族主體意識與滿洲人的中國統治》，〈清史研究〉（2002年11月第4期），第91-93頁
17. ↑  
Hughes, Christopher. . London: Routledge. : 3 [1997]. ISBN 0415157684 （英语）. The very term minzu... was only introduced into the Chinese vocabulary in 1899 by the constitutional reformer Liang Qichao (1873-1929) (Minzu cidian 1987). The Chinese term for nationalism (minzu zhuyi) was probably also used first by Liang, in 1901.
18. ↑  李喜所.  [此名詞"中華民族"稱謂的第一人]. 人民網. 2006年2月  [2007]. （原始内容存档于2009-10-13） （中文（中国大陆））.
19. ↑  . 泰國中華會館.   [2010-09-27]. （原始内容存档于2015-09-23） （中文）.
20. ↑  陳永齡. . 中國大百科 （中文（中国大陆））.
21. ↑  費孝通（2003年），《中華民族的多元一體格局》，中央民族大學出版社（简体中文）
22. ↑  . www.edu.cn.   [2024-07-24]. （原始内容存档于2020-12-11）.
23. ↑  芮逸夫. . . 台北: 藝文印書館. : 4 [1972] （中文（臺灣））.
24. ↑  吳國光〈中國民族主義的多重悖論〉：「中國民族主義的第一次浪潮，是清末革命黨人在意圖推翻滿清帝制的過程中所推動的。孫中山的『三民主義』不僅第一次把『民族主義』的概念引入到中國的現實政治討論之中，而且也第一次以『民族主義』為號召來實行政治動員以推動革命實踐。這個『民族主義』，被清晰地界定為漢民族的民族主義。『驅除韃虜，恢復中華』的革命口號，明確地把當時執掌政權的滿民族視為並不屬於中華民族的異族；反過來，所謂『中華』民族，也就被簡約為僅僅是漢民族了。」 ，收入《認同與全球化：當代中國民族主義悖論》
25. 1 2  黃俊傑,2005年《中華文化的發展》 ,國立臺灣大學出版,ISBN：9860002800 （繁體中文）
26. ↑  龔鵬程,華人與中華文化在多元社會的承傳與發展 （页面存档备份，存于）, 台灣佛光大學 （繁體中文）
27. ↑   (PDF).   [2016-03-05]. （原始内容存档 (PDF)于2016-03-06）.
28. ↑  中國文化大學,中華文化復興運動 （页面存档备份，存于）中華百科全書 （繁體中文）
29. ↑  大力推動中華文化走向世界 （页面存档备份，存于）, 中華人民共和國文化部（简体中文）
30. ↑  中華人民共和國的民族政策 （页面存档备份，存于）,中國網（简体中文）
31. ↑  少數民族文字文獻 （页面存档备份，存于）,中國網 （简体中文）
32. 1 2 3 4 5 6  黃興濤. . 華東師範大學中國現代思想文化研究所.   [2010-09-25]. （原始内容存档于2020-10-19） （中文（中国大陆））.
33. ↑  http://www.chinareviewnews.com/crn-webapp/cbspub/secDetail.jsp?bookid=4859&secid=4873 （页面存档备份，存于）　關於“雙重國籍論”
34. ↑  .   [2012-10-26]. （原始内容存档于2012-06-21）.
35. ↑  .   [2012-10-26]. （原始内容存档于2014-09-02）.
36. ↑  .   [2012-10-26]. （原始内容存档于2007-10-22）.
37. ↑  吳啟訥.  (PDF). 中央研究院近代史研究所集刊 (中央研究院近代史研究所). 民國98 年9 月, (第65 期): 81–137  [2014-04-12] （中文（臺灣））.
38. ↑  張玉法. . 台北市博愛路105號: '臺灣東華書局股份有限公司. 1985-05-08: 19 [1985] （中文（臺灣））. 中華民國行政院新聞局 版臺業字第零柒貳丁號〈六七零二八〉。
39. ↑  《中國新報》,《金鐵主義說》楊度
40. ↑  . 《中國新報》第一至第六期.[]
41. ↑  . 大是文化. 2019-07-03  [2022-04-03]. （原始内容存档于2022-04-22）.
42. ↑   (PDF). Sigur Center for Asian Studies. 1998-07  [2022-04-03]. （原始内容存档 (PDF)于2021-12-10）.
43. ↑  章太炎，「中華民國解」，《民報》，15期( 1907年7月5日)，頁總2414。
44. ↑  李哲賢, 章太炎研究在美國（1969-1993） （页面存档备份，存于）
45. 1 2  孫中山. . . 中華書局. : 394 [1981] （中文（臺灣））.
46. ↑  
孫中山. . . 中華書局. : 474 [1981] （中文（臺灣））.
47. ↑  孫中山. . . 中華書局. : 24 [1981] （中文（臺灣））.
48. ↑  孫中山. . . 中華書局. : 241–243 [1981] （中文（臺灣））.
49. ↑  沈松僑.  (PDF).[]（简体中文）
50. ↑  桂宏誠,《中華民族的凝成：國家認同與文化一體 （页面存档备份，存于）》國家政策研究基金會091-078號研究論文,2002年（繁體中文）
51. ↑  从“十八星旗”到“五色旗”——辛亥革命时期从汉族国家到五族共和国家的建国模式转变（简体中文）
52. ↑  中國社會科學院近代史研究所-五族共和下的蒙漢族群互動（1911—1928）（简体中文）
53. ↑  林家有, 廣東文獻季刊《孫中山先生與中華民族復興》（中文）
54. ↑  此為中華民國七零年代官方學術界主張，如蒙、藏兩族之事務在中華民國憲法中有部會等級的蒙藏委員會，百科全書的例子見中華百科全書 （页面存档备份，存于），並見於當時的中學的三民主義教科書
55. ↑  見《中華民國憲法》及其增修條文，將原住民及相關之多元文化民族政策入憲，包括中華民國政府文建會所辦的台灣大百科 （页面存档备份，存于）相關的民族與中華民族條目，都未提及或強調中華民族，而以國家認同為主，見我國國民中學公民類科教科書國家認同內涵之演變
56. ↑  .   [2012-10-26]. （原始内容存档于2016-03-04）.
57. ↑  .   [2012-11-23]. （原始内容存档于2012-12-22）.
58. ↑  [[立法院[]]紀錄]
59. ↑  . Yahoo News. 2024-04-11  [2024-04-24]. （原始内容存档于2024-04-24） （中文）.
60. ↑  中華民族是否包括台灣原住民則未有官方明白的表示。立法院公報 第 101 卷 第 44 期 委員會紀錄 （页面存档备份，存于）
61. ↑  台灣原住民族與世界南島語系民族的關係 （页面存档备份，存于）, 中華民國行政院原住民族委員會
62. ↑  炎黃子孫？孫大川：我不是 （页面存档备份，存于）, 自由時報, 2012-5-25
63. ↑  p.11....the state tried to unite different ethnicities in the construction of a grand overaching Chinese or Zhonghua race, thereby promoting a new form of nationalism with racial overtones. Since Mao's death in 1976, a key term in the socialist lexicon, 'the Chinese People" (zhongguo renmin), has been gradually replace by a new expression, 'the Chinese nation' (zhonghua minzu), with the critical substitution of the term renmin - a neutral reference to the inhabitants of China as a country and a state - by the term minzu, which refers more directly to enthnicity. The fact that minzu has now effectively replaced renmin in much official discourse confirms the rising importance of local identity politics in the contemporary construction of Chinese nationalism.
Anne-Marie Broudehoux. . Taylor & Francis Group. 2004  [26 November 2012]. ISBN 978-0-415-32057-3.
64. ↑  p.180 .....The CCP, this chapter contends, is losing control over nationalist discourse. Under Mao, the Party cliamed that because it had successfully led the revolutionary massess ... the Party and the nation were fused into an inseparabe whole. Only communists, in other words, could be genuine Chinese nationalists. Under Jiang Zemin and now Hu Jintao, however, the CCP's nationalist claims are increasingly falling on deaf ears. Popular nationalists like Jin Hui now speak regularly of the "Motherland" (zuguo) and the "Chinese race" (Zhonghua minzu) - without reference to the Party. And they care so deeplyPeter Hays Gries; Stanley Rosen. . Taylor & Francis. 2 October 2012  [26 November 2012]. ISBN 978-0-415-33204-0.
65. ↑  新華網，民族識別，確認56個民族成分 （页面存档备份，存于）（简体中文）
66. ↑  新華網. . 中國政府網. 2006年4月17日  [2010-06-18]. （原始内容存档于2020-10-08） （中文（中国大陆））.
67. 1 2  .   [2012-11-26]. （原始内容存档于2016-03-04）.
68. ↑  .   [2012-11-26]. （原始内容存档于2022-04-19）.
69. ↑  .   [2012-11-26]. （原始内容存档于2012-12-03）.
70. ↑  . 2009-07-20  [2022-04-15]. （原始内容存档于2022-04-15） （英国英语）.
71. . 李喜所.   [2010-05-13]. （原始内容存档于2020-12-01） （中文）.
72. Suisheng Zhao. . Stanford University Press. 8 September 2004: 79–  [26 October 2012]. ISBN 978-0-8047-5001-1.

## 外部連結
- （繁體中文）中華百科全書-中華民族（页面存档备份，存于）
- 王柯：〈構築「中華民族國家」――西方國民國家理論在近代中國的實踐〉（页面存档备份，存于）（2005）
- 黄克武：〈民族主义的再发现：抗战时期中国朝野对“中华民族”的讨论（页面存档备份，存于）〉。
- （简体中文）. 中國政府網. 2006年4月17日  [2010-06-18]. （原始内容存档于2020-10-08）.
- （简体中文）中华人民共和国国家民族事务委员会